# Biskupija
Biskupija (v srbské cyrilici Бискупија) je vesnice a zároveň opčina v chorvatské Šibenicko-kninské župě, v oblasti Kosovo pole, jižně od Kninu. Většinu z 1669 obyvatel tvoří Srbové. Správním střediskem obce je vesnice Orlić.